# Ангарион
Ангарио́н, или ангарейо́н (др.-греч. ἀγγαρήϊον, ἀγγαρεϊον), — древнейшая почтовая служба Персидской империи (Империи Ахеменидов), посредством которой в VI веке до н. э. было установлено сообщение между столицей государства, Сузами, и провинциями, не исключая самых отдалённых. Для осуществления почтовой связи применялись конные курьеры (ангары).

## История и описание
Ксенофонт в своём произведении Киропедия приписывает устройство (ок. 540 до н. э.) станций для верховых гонцов Киру, который этим путём обеспечил быструю и надёжную передачу своих повелений сатрапам в провинции и своевременное получение известий из всех окраин своего обширного царства. Дальнейшее усовершенствование ангарион получил при Дарии I.
Геродот упоминает про дорогу из Сард в Сузы длиною в 450 парасангов (2500 км), которая была разделена на 111 станций. Эта дорога называлась Царской и была главным маршрутом ангариона, пролегавшим от Эгейского побережья Малой Азии, через Армению и Ассирию к центру Двуречья на Сузы. Такая же дорога в 80 парасангов поддерживала сообщение между Сузами и Вавилоном.

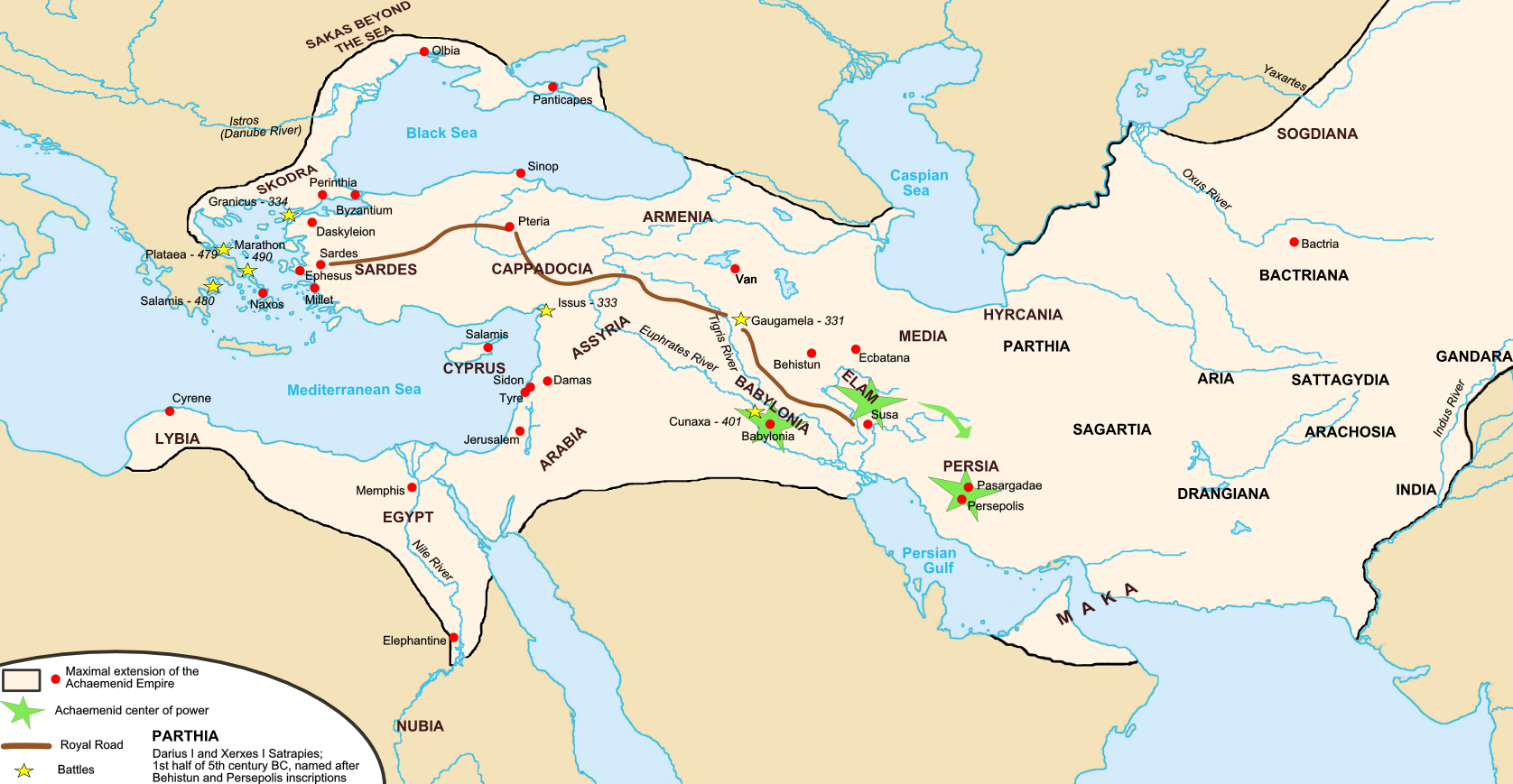
Ангарион появился в Империи Ахеменидов для доставки почты вдоль Царской дороги из Суз в Сарды и в другие города и страны

От основного маршрута имелось два других ответвления: к Тиру и Сидону и к границам Бактрии и Индии.
Станции располагались друг от друга на расстоянии в 20 км, которое дополнительно разбивалось на парасанги (5 км). В конце парасангов находились пикеты курьеров-всадников. Доставка почты была основана на принципе эстафеты, что обеспечивало перемещение писем со скоростью около 300 км в день.
Кроме того, Кир впервые создал регулярную почтовую связь, аналогичную современной военно-полевой почте.
Организацию, сходную с ангарионом, сохранили, по словам Диодора, и Александр Великий и его преемники, в особенности Антигон. Впоследствии она послужила образцом при введении Августом государственной почты (cursus publicus) в Римской империи; ей же воспользовался и Карл Великий. Таким образом, первичную организацию почтового дела нужно искать в Персии.
98. Тем временем Ксеркс отправил в Персию гонца с вестью о поражении. Нет на свете ничего быстрее этих гонцов: так умно у персов устроена почтовая служба! Рассказывают, что на протяжении всего пути у них расставлены лошади и люди, так что на каждый день пути приходится особая лошадь и человек. Ни снег, ни ливень, ни зной, ни даже ночная пора не могут помешать каждому всаднику проскакать во весь опор назначенный отрезок пути. Первый гонец передает известие второму, а тот третьему. И так весть переходит из рук в руки, пока не достигнет цели, подобно факелам на празднике у эллинов в честь Гефеста. Эту конную почту персы называют «ангарейон».

## В литературе
Описание ангариона (ангарейона) или упоминание о нём можно найти в некоторых произведениях античной и современной литературы, как например:
- Геродот. История. Книга восьмая. Урания (ок. 479 до н. э.)[5].
- Иван Ефремов. Таис Афинская (1972)[7].